# Diloma aethiops
Diloma aethiops là một loài ốc biển, là động vật thân mềm chân bụng sống ở biển trong họ Trochidae. This species is loài đặc hữu của New Zealand. It is common in rocky intertidal areas.

## Hình ảnh

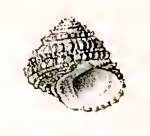
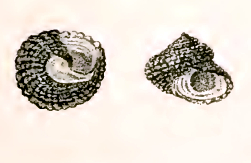